# 64a Mostra Internacional de Cinema de Venècia
La 64a Mostra Internacional de Cinema de Venècia es va inaugurar el 29 d'agost de 2007 amb Atonement de Joe Wright i va tancar el 8 de setembre de 2007. L'amfitriona de l'esdeveniment fou l'actriu italiana Ambra Angiolini. El Lleó d'Or a la carera va ser lliurat al director estatunidenc Tim Burton. Un cop més, totes les pel·lícules que es presentaren al concurs es van mostrar per primera vegada com a estrenes mundials, d'acord amb la tradició del festival des de la Segona Guerra Mundial.

## Jurats
El jurat de la Mostra de 2007 va estar format per:
Competició principal (Venezia 64)
- Zhang Yimou, director, productor i actor xinès (President)
- Catherine Breillat, directora, novel·lista i productora francesa
- Jane Campion, guionista, productora i directora neozelandesa
- Emanuele Crialese, director i guionista italià
- Alejandro González Iñárritu, director, guionista i productor mexicpa
- Ferzan Özpetek, director i guionista turco-italià
- Paul Verhoeven, director, guionista i productor neerlandès

Horitzons (Orizzonti)
- Gregg Araki, director estatunidenc (President)
- Frederick Wiseman, director de cinema i teatre estatunidenc
- Hala Alabdalla Yakoub, director i productor sirià
- Giorgia Fiorio, fotògraf italià
- Ulrich Gregor, crític alemany

Opera Prima (Premi "Luigi de Laurentiis")
- Bill Mechanic, productor estatunidenc (President)
- Rupert Everett, actor i escriptor anglès
- Randa Chahal, director, productor i guionista libanès
- Liu Jie, director xinès
- Valeria Solarino, actriu italiana

Competició de curtmetratges (Corto Cortissimo)
- François-Jacques Ossang, directora francès (President)
- Yasmine Kassari, director marroquí
- Roberto Perpignani, editor de cinema italià

## Selecció oficial

### En competició
La secció competitiva de la selecció oficial és un concurs internacional de llargmetratges en format 35mm i HD digital, que es presenten per al Lleó d'Or.
| Títol original                                             | Director(s)             | País de producció                              |
| ---------------------------------------------------------- | ----------------------- | ---------------------------------------------- |
| 12                                                         | Nikita Mikhalkov        | Rússia                                         |
| The Assassination of Jesse James by the Coward Robert Ford | Andrew Dominik          | Estats Units                                   |
| Expiació (pel·lícula)                                      | Joe Wright              | Regne Unit                                     |
| Heya Fawda                                                 | Youssef Chahine         | Egipte                                         |
| The Darjeeling Limited                                     | Wes Anderson            | Estats Units                                   |
| Nessuna qualità agli eroi                                  | Paolo Franchi           | Itàlia, Suïssa, França                         |
| Bangbang wo aishen                                         | Lee Kang-sheng          | Taiwan                                         |
| I'm Not There                                              | Todd Haynes             | Estats Units                                   |
| A la ciutat de Sylvia                                      | José Luis Guerín        | Espanya                                        |
| In the Valley of Elah                                      | Paul Haggis             | Estats Units                                   |
| It's a Free World...                                       | Ken Loach               | Regne Unit, Itàlia, Alemanya, Espanya, Polònia |
| Sè, Jiè                                                    | Ang Lee                 | Estats Units, R.P. de la Xina, Taiwan          |
| San taam                                                   | Johnnie To i Wai Ka-Fai | Hong Kong                                      |
| Michael Clayton                                            | Tony Gilroy             | Estats Units                                   |
| Nightwatching                                              | Peter Greenaway         | Regne Unit, Polònia, Canadà, Països Baixos     |
| Redacted                                                   | Brian De Palma          | Estats Units                                   |
| Les Amours d'Astrée et de Céladon                          | Eric Rohmer             | França, Itàlia, Espanya                        |
| La graine et le mulet                                      | Abdellatif Kechiche     | França                                         |
| Sleuth                                                     | Kenneth Branagh         | Regne Unit, Estats Units                       |
| Sukiyaki Uesutan Jango                                     | Takashi Miike           | Japó                                           |
| Taiyang zhaochang shenqi                                   | Jiang Wen               | R.P. de la Xina, Hong Kong                     |
| Il dolce e l'amaro                                         | Andrea Porporati        | Itàlia                                         |
| L'ora di punta                                             | Vincenzo Marra          | Itàlia                                         |

Títol il·luminat indica guanyador del Lleó d'Or.

### Fora de competició
Obres de directors ja establertes en edicions passades del Festival i pel·lícules considerades adequades per a la projecció de mitjanit.
| Títol original               | Director(s)        | País de producció                |
| ---------------------------- | ------------------ | -------------------------------- |
| Cassandra's Dream            | Woody Allen        | Regne Unit, Estats Units         |
| Cleópatra                    | Júlio Bressane     | Brasil                           |
| La Fille coupée en deux      | Claude Chabrol     | França                           |
| Désengagement                | Amos Gitai         | Alemanya, Itàlia, Israel, França |
| Chun-nyun-hack               | Im Kwon Taek       | Corea del Sud                    |
| Kantoku banzai!              | Takeshi Kitano     | Japó                             |
| Cristovão Colombo – O enigma | Manoel de Oliveira | Portugal, França                 |

| Pel·lícules d'obertura i clausura                 | Pel·lícules d'obertura i clausura | Pel·lícules d'obertura i clausura  | Pel·lícules d'obertura i clausura |
| Títol original                                    | Director(s)                       | País de producció                  |                                   |
| ------------------------------------------------- | --------------------------------- | ---------------------------------- | --------------------------------- |
| Per un pugno di dollari (1964, versió restaurada) | Sergio Leone                      | Itàlia, Espanya, Alemanya          |                                   |
| Tiantang kou                                      | Alexi Tan                         | R.P. de la Xina, Taiwan, Hong Kong |                                   |
| REC                                               | Paco Plaza & Jaume Balagueró      | Espanya                            |                                   |

| Venezia Notte               | Venezia Notte                          | Venezia Notte                                 | Venezia Notte |
| Títol original              | Director(s)                            | País de producció                             |               |
| --------------------------- | -------------------------------------- | --------------------------------------------- | ------------- |
| Far North                   | Asif Kapadia                           | Regne Unit, França                            |               |
| Blade Runner: The Final Cut | Ridley Scott                           | Estats Units                                  |               |
| The Hunting Party           | Richard Shepard                        | Estats Units, Croatia, Bosnia and Herzegovina |               |
| The Nanny Diaries           | Shari Springer Berman & Robert Pulcini | Estats Units                                  |               |
| Nocturna                    | Adrià Garcìa & Víctor Maldonado        | Espanya, França                               |               |

| Esdeveniments especials i homenatges                        | Esdeveniments especials i homenatges | Esdeveniments especials i homenatges | Esdeveniments especials i homenatges |
| Ocasió / Director                                           | Títol | País                                 |                                      |
| ----------------------------------------------------------- | --- | ------------------------------------ | ------------------------------------ |
| Esdeveniment especial: Wes Anderson                         | Hotel Chevalier (curt) | Estats Units                         |                                      |
| Lleó d'Or 75è Aniversari: Bernardo Bertolucci               | La via del petrolio (1967, documental, versió restaurada) Strategia del ragno (1970, versió restaurada)                                                 | Itàlia                               |                                      |
| Lleó d'Or a la carrera: Tim Burton                          | The Nightmare Before Christmas (3-D) | Estats Units                         |                                      |
| Esdeveniments especials del 75è Aniversari: Alexander Kluge | Mein Jahrhundert, mein Tier! Das Phänomen der Oper Im Sturm der Zeit /Facts and Fakes Die poetische Kraft der Theorie Der Zauber der verdunkelten Seele | Alemanya · (2007 documentals)        |                                      |
| Venezia Giubileo (1932–2007): Homenatge a Carlo Lizzani     | Hotel Meina | Itàlia                               |                                      |
| Venezia Giubileo (1932–2007): Mario Camerini                | Gli uomini che mascalzoni... (1932) | Itàlia                               |                                      |

### Horitzons
Noves tendències del cinema amb llargmetratges en format de 35mm i digital, així com documentals.
| Ficció                                  | Ficció                                | Ficció                    | Ficció |
| Títol original                          | Director(s)                           | País de producció         |        |
| --------------------------------------- | ------------------------------------- | ------------------------- | ------ |
| Sügisball                               | Veiko Õunpuu                          | Estònia                   |        |
| Cochochi                                | Israel Cárdenas i Laura Amelia Guzmán | Mèxic, Regne Unit, Canadà |        |
| Kagadanan sa banwaan ning mga engkanto  | Lav Diaz                              | Filipines                 |        |
| Exodus                                  | Penny Woolcock                        | Regne Unit                |        |
| Mal Nascida                             | João Canijo                           | Portugal                  |        |
| Médée Miracle                           | Tonino De Bernardi                    | Itàlia, França            |        |
| Xiao shuo                               | Lü Yue                                | R.P. de la Xina           |        |
| Il passaggio della linea                | Pietro Marcello                       | Itàlia                    |        |
| Saddo Vakeishon (サッド ヴァケイション) | Shinji Aoyama                         | Japó                      |        |
| Searchers 2.0                           | Alex Cox                              | Estats Units              |        |
| Die stille vor Bach                     | Pere Portabella                       | Espanya                   |        |
| L'Histoire de Richard O.                | Damien Odoul                          | França                    |        |
| Geomen tangyi sonyeo oi                 | Soo-il Jeon                           | Corea del Sud, França     |        |

| Documentals       | Documentals                 | Documentals              | Documentals |
| Títol original    | Director(s)                 | País de producció        |             |
| ----------------- | --------------------------- | ------------------------ | ----------- |
| Anabazys          | Joel Pizzini i Paloma Rocha | Brasil                   |             |
| L'Aimèe           | Arnaud Desplechin           | França                   |             |
| Andarilho         | Cao Guimarães               | Brasil                   |             |
| Staub             | Hartmut Bitomsky            | Alemanya                 |             |
| Lou Reed's Berlin | Julian Schnabel             | Regne Unit, Estats Units |             |
| Man from Plains   | Jonathan Demme              | Estats Units             |             |
| Madri             | Barbara Cupisti             | Itàlia                   |             |
| San               | Du Haibin                   | R.P. de la Xina          |             |
| Wuyong            | Jia Zhangke                 | R.P. de la Xina          |             |

| Esdeveniments Horitzons     | Esdeveniments Horitzons           | Esdeveniments Horitzons | Esdeveniments Horitzons |
| Títol original              | Director(s)                       | País de producció       |                         |
| --------------------------- | --------------------------------- | ----------------------- | ----------------------- |
| Callas assoluta             | Philippe Kohly                    | França, Grècia          |                         |
| Carlo Goldoni Venezian      | Leonardo Autera i Alberto Caldana | Itàlia                  |                         |
| Dall'altra parte della luna | Dario Baldi i Davide Marengo      | Itàlia                  |                         |
| Empire II                   | Amos Poe                          | Estats Units            |                         |

Títol il·luminat indica el premi Horizons al la millor pel·lícula i millor documental respectivament.

### Corto Cortissimo
Concurs internacional de curtmetratges de 35 mm en estrena mundial, no pot excedir els 30 minuts de durada
| En competició    | En competició | En competició                  | En competició                   |
| Títol original   | Duració       | Director(s)                    | País                            |
| ---------------- | ------------- | ------------------------------ | ------------------------------- |
| Alumbramiento    | 15’           | Eduardo Chapero-Jackson        | Espanya                         |
| Dog Altogether   | 16’           | Paddy Considine                | Regne Unit                      |
| Fritt Fall       | 27’           | Caroline Cowan                 | Suècia                          |
| Friends Forever  | 22’           | Marçal Forés                   | Regne Unit                      |
| Dans la peau     | 12’           | Zoltán Horváth                 | Suïssa, França                  |
| Mul-Go-Gi        | 15’           | Juhn Jai-hong                  | Corea del Sud, Estats Units     |
| Sta ja znam      | 15’           | Sejla Kameric, Timur Makarevic | Bòsnia i Hercegovina, Eslovènia |
| Crossbow         | 14’           | David Michôd                   | Austràlia                       |
| Türelem          | 14’           | László Nemes                   | Hongria                         |
| Adil e Yusuf     | 30’           | Claudio Noce                   | Itàlia                          |
| Wazki            | 15’           | Justyna Nowak                  | Polònia                         |
| Tony Zoreil      | 20’           | Valentin Potier                | França                          |
| Lyudi iz kamnya  | 19’           | Leonid Rybakov                 | Rússia                          |
| Blind Man's Eye  | 6’            | Matthew Talbot-Kelly           | Irlanda                         |
| Skyggen af Tvivl | 19’           | Esben Tønnesen                 | Dinamarca                       |
| Coffee and Allah | 14’           | Sima Urale                     | Nova Zelanda                    |
| Cargo            | 12’           | Leo Woodhead                   | Txèquia, Nova Zelanda           |
| Guodao           | 20’           | Zhang Yue                      | R.P. de la Xina                 |

Títol il·luminat indica el guanyador al Lleó al Millor Curtmetratge.

### Història secreta del cinema italià 4
Sessions monogràfiques especials dedicades a la història secreta del cinema italià de 1937 a 1979. Aquesta és la quarta part de la retrospectiva de pel·lícules italianes, iniciada a la 61a Mostra Internacional de Cinema de Venècia. El patró d'aquesta edició, enfocada a l'Spaghetti Western italià, va ser el director Quentin Tarantino.
| Títol original                              | Estrena        | Director(s)                  | País                         |
| ------------------------------------------- | -------------- | ---------------------------- | ---------------------------- |
| Antes llega la muerte                       | 1964 / 11 / 06 | Joaquín Luis Romero Marchent | Espanya, Itàlia              |
| 100.000 dollari per Ringo                   | 1965 / 11 / 18 | Alberto De Martino           | Espanya, Itàlia              |
| Il ritorno di Ringo                         | 1965 / 12 / 08 | Duccio Tessari               | Itàlia, Espanya              |
| Ringo del Nebraska                          | 1966 / 03 / 18 | Mario Bava & Antonio Román   | Itàlia, Espanya              |
| Un dollaro bucato                           | 1965 / 08 / 08 | Giorgio Ferroni              | Itàlia, França               |
| Django                                      | 1966 / 04 / 06 | Sergio Corbucci              | Itàlia, Espanya              |
| El precio de un hombre                      | 1966 / 11 / 04 | Eugenio Martín               | Espanya, Itàlia              |
| La resa dei conti                           | 1966 / 11 / 29 | Sergio Sollima               | Itàlia, Espanya              |
| Navajo Joe                                  | 1966 / 11 / 25 | Sergio Corbucci              | Itàlia, Espanya              |
| Sugar Colt                                  | 1966 / 10 / 12 | Franco Giraldi               | Itàlia, Espanya              |
| Un fiume di dollari                         | 1966 / 09 / 09 | Carlo Lizzani                | Itàlia                       |
| Yankee                                      | 1966 / 08 / 25 | Tinto Brass                  | Itàlia, Espanya              |
| 10.000 dollari per un massacro              | 1967 / 03 / 03 | Romolo Guerrieri             | Itàlia                       |
| El Desperado                                | 1967 / 09 / 30 | Franco Rossetti              | Itàlia, Espanya              |
| Il tempo degli avvoltoi                     | 1967 / 08 / 02 | Nando Cicero                 | Itàlia                       |
| La morte non conta i dollari                | 1967 / 07 / 21 | Riccardo Freda               | Itàlia                       |
| Se sei vivo spara                           | 1967 / 05 / 03 | Giulio Questi                | Itàlia, Espanya              |
| Ognuno per sé                               | 1969 / 02 / 09 | Giorgio Capitani             | Itàlia, RFA                  |
| Preparati la bara!                          | 1968 / 01 / 27 | Ferdinando Baldi             | Itàlia                       |
| Tepepa                                      | 1968 / 02 / 13 | Giulio Petroni               | Itàlia, Espanya              |
| Una lunga fila di croci                     | 1969 / 04 / 18 | Sergio Garrone               | Itàlia                       |
| La taglia è tua... l'uomo l'ammazzo io      | 1969 / 12 / 23 | Edoardo Mulargia             | Itàlia, Espanya              |
| Lo chiamavano Trinità                       | 1970 / 12 / 22 | Enzo Barboni                 | Itàlia                       |
| Matalo!                                     | 1970 / 10 / 22 | Cesare Canevari              | Espanya, Itàlia              |
| Los Compañeros                              | 1970 / 12 / 18 | Sergio Corbucci              | Itàlia, RFA, Espanya         |
| La vendetta è un piatto che si serve freddo | 1971 / 08 / 13 | Pasquale Squitieri           | Itàlia                       |
| Il grande duello                            | 1972 / 12 / 29 | Giancarlo Santi              | Itàlia, RFA, França          |
| Il mio nome è Shangai Joe                   | 1973 / 12 / 28 | Mario Caiano                 | Itàlia                       |
| Una ragione per vivere e una per morire     | 1972 / 12 / 27 | Tonino Valerii               | Itàlia, França, RFA, Espanya |
| I quattro dell'apocalisse                   | 1975 / 08 / 12 | Lucio Fulci                  | Itàlia                       |
| Keoma                                       | 1976 / 11 / 25 | Enzo G. Castellari           | Itàlia                       |

| Esdeveniments retrospectius                                         | Esdeveniments retrospectius | Esdeveniments retrospectius | Esdeveniments retrospectius |
| Títol                                                               | Director(s)                 | País de producció           |                             |
| ------------------------------------------------------------------- | --------------------------- | --------------------------- | --------------------------- |
| Una Questione poco privata – Conversazione con Giulio Questi (2007) | Gianfranco Pannone          |                             |                             |
| Gonin no shokin kasegi (1969)                                       | Kudo Eiichi                 | Japó                        |                             |

### Noves versions restaurades
Com a esdeveniment previ a la inauguració d'aquesta futura secció, es va projectar la versió restaurada en Digital Cinema de la pel·lícula de David Wark Griffith Intolerance (1916) com a estrena mundial, en col·laboració amb Le Giornate del Cinema Muto di Pordenone. "Clàssics de Venècia", que inclou pel·lícules clàssiques i documentals restaurades en cinema, va començar com una nova secció el 2012 al 69è Festival Internacional de Cinema de Venècia.

## Seccions autònomes

### Setmana de la Crítica del Festival de Cinema de Venècia
Les següents pel·lícules foren exhibides com en competició per la 22a Setmana de la Crítica:
| En competició         | En competició                  | En competició     | En competició |
| Títol                 | Director(s)                    | País de producció |               |
| --------------------- | ------------------------------ | ----------------- | ------------- |
| 24 measures           | Jalil Lespert                  | França            |               |
| La ragazza del lago   | Andrea Molaioli                | Itàlia            |               |
| Karoy                 | Zhanna Issabaeva               | Kazakhstan        |               |
| Zui yao yuan de ju li | Ling Jingjie (Lin Ching-chieh) | Taiwan            |               |
| The Nines             | John August                    | Estats Units      |               |
| Small Gods            | Dimitri Karakatsanis           | Bèlgica           |               |
| Otryv                 | Aleksandr Mindadze             | Rússia            |               |

| Homenatge a Ousmane Sembene | Homenatge a Ousmane Sembene | Homenatge a Ousmane Sembene | Homenatge a Ousmane Sembene |
| Títol                       | Director(s)                 | País de producció           |                             |
| --------------------------- | --------------------------- | --------------------------- | --------------------------- |
| La noire de…                | Ousmane Sembene             | Senegal                     |                             |
| Borom Sarret                | Ousmane Sembene             | Senegal                     |                             |
| Esdevenimenet especial      |                             |                             |                             |
| Año Uña                     | Jonás Cuarón                | Estats Units                |                             |

### Dies de Venècia
Les següents pel·lícules foren seleccionades per la 4a edició de la secció autònoma Dies de Venècia (Giornate Degli Autori):
| Títol original                                            | Director(s)         | País de producció         |
| --------------------------------------------------------- | ------------------- | ------------------------- |
| Andalucia                                                 | Alain Gomis         | França                    |
| Bianciardi! (documental)                                  | Massimo Coppola     | Itàlia                    |
| Nacido sin (documental)                                   | Eva Norvind         | Mèxic                     |
| Gruz 200                                                  | Aleksei Balabànov   | Rússia                    |
| Continental, un film sans fusil                           | Stéphane Lafleur    | Canadà                    |
| Non pensarci                                              | Gianni Zanasi       | Itàlia                    |
| Freischwimmer                                             | Andreas Kleinert    | Alemanya                  |
| La pluie des prunes                                       | Frédéric Fisbach    | França                    |
| Un baiser s'il vous plaît                                 | Emmanuel Mouret     | França                    |
| The Speed of Life                                         | Ed Radtke           | Estats Units              |
| Le ragioni dell'aragosta                                  | Sabina Guzzanti     | Itàlia                    |
| Sztuczki                                                  | Andrzej Jakimowski  | Polònia                   |
| Sous les bombes                                           | Philippe Aractingi  | França, Líban, Regne Unit |
| Valzer                                                    | Salvatore Maira     | Itàlia                    |
| Viaggio in corso nel cinema di Carlo Lizzani (documental) | Francesca Del Sette | Itàlia                    |
| La zona                                                   | Rodrigo Plá         | Espanya, Mèxic            |

Títol assenyalat indica el guanyador del Lleó del Futur.

## Premis

### Selecció oficial
Els premis concedits en la 64a edició foren:
En competició (Venezia 64)
- Lleó d'Or: Lust, Caution (Se, Jie) de Ang Lee
- Lleó d'Argent al Millor Director: Brian De Palma per Redacted
- Premi Especial del Jurat (ex aequo):
  - I'm Not There de Todd Haynes
  - La graine et le mulet de Abdellatif Kechiche
- Copa Volpi al millor actor: Brad Pitt per The Assassination of Jesse James de the Coward Robert Ford
- Copa Volpi a la millor actriu: Cate Blanchett per I'm Not There
- Premi Marcello Mastroianni pel millor actor o actriu jove: Hafsia Herzi per La graine et le mulet
- Premi a la millor fotografia: Rodrigo Prieto per Lust, Caution
- Premi al millor guió: Paul Laverty per It's a Free World...
- Lleó especial pel seu treball: Nikita Mikhalkov

Premis especials
- Lleó d'Or pel treball de tota una vida a Tim Burton[1]

Premi Horitzons (Premi Orizzonti)
- Millor pel·lícula: Sügisball de Veiko Õunpuu
- Millor documental: Wuyong de Jia Zhangke

Menció especial: Kagadanan sa banwaan ning mga engkanto) de Lav Diaz
Premi als curtmetratges (Corto Cortissimo)
- Lleó d'Argent al millor curtmetratge: Dog Altogether de Paddy Considine
- Premi UIP al millor curtmetratge europeu: Alumbramiento d'Eduardo Chapero-Jackson

Menció especial: Lyudi iz kamnya de Leonid Rybakov

### Seccions autònomes
Els següents premis oficials i col·laterals foren concedits a pel·lícules de les seccions autònomes:
Setmana dels Crítics de Cinema Internacional de Venècia
- Premi de la Setmana dels Crítics: Zui yao yuan de ju li de Ling Jingjie
- Premi Isvema: La ragazza del lago d'Andrea Molaioli
- Premi Francesco Pasinetti al millor actor: Toni Servillo per La ragazza del lago

Dies de Venècia (Giornate Degli Autori)
- Lleó del Futur

Premi Luigi De Laurentiis a la pel·lícula de debut: La Zona de Rodrigo Plá
- Premis Francesco Pasinetti:
  - Millor actriu: Valeria Solarino per Valzer
  - Millor pel·lícula: Non pensarci de Gianni Zanasi

Menció especial: Valzer de Salvatore Maira
- Premi FEDIC: Non pensarci de Gianni Zanasi
- Lleó Queer: The Speed of Life d'Ed Radtke
- Label Europa Cinemas: Sztuczki d'Andrzej Jakimowski
- Premi Jove Cinema – Alternatives: Sous les bombes de Philippe Aractingi
- Premi Jove Cinema – Millor pel·lícula italiana: Non pensarci de Gianni Zanasi
- Premi Brian: Le ragioni dell'aragosta de Sabina Guzzanti
- Premi Laterna Magica: Sztuczki d'Andrzej Jakimowski
- Premi Cinema per la pau: La Zona de Rodrigo Plá
- Premi de la Ciutat de Roma: La Zona de Rodrigo Plá
- Premi EIUC (Dies de Venècia): Sous les bombes de Philippe Aractingi

### Altres premis col·laterals
Els següents premis col·laterals foren conferits a pel·lícules de la secció oficial:
- Premi FIPRESCI[19]
  - Millor pel·lícula (En competició): La graine et le mulet d'Abdellatif Kechiche
  - Millor pel·lícula (Horitzons): Jimmy Carter Man from Plains de Jonathan Demme
- Premi SIGNIS: In the Valley of Elah de Paul Haggis

Menció especial: La graine et le mulet d'Abdellatif Kechiche i It's a Free World... de Ken Loach
- Premi C.I.C.A.E.: Geomen tangyi sonyeo oi de Soo-il Jeon (Hori6zons)
- Premi del Fòrum per Cinema i Literatura: Atonement de Joe Wright
- Petit Lleó d'Or: The Darjeeling Limited de Wes Anderson
- Lleó Queer – Menció especial: Sleuth de Kenneth Branagh
- Premi Jove Cinema – Millor pel·lícula en competició: La graine et le mulet
- Premi Open: Nightwatching de Peter Greenaway
- Premi Doc/It: L'Aimèe d'Arnaud Desplechin (Horitzons)

Menció especial: Il passaggio della linea)de Pietro Marcello (Horitzons)
- Premi Lina Mangiacapre: Geomen tangyi sonyeo oi de Soo-il Jeon (Horitzons)
- Premi Filmcritica "Bastone Bianco": La fille coupée en deux de Claude Chabrol (fora de competició)
- Premi Festival Digital Pel·lícula del Futur: Redacted de Brian De Palma
- Premi Biografilm: Jimmy Carter Man from Plains de Jonathan Demme
- Premi 'CinemAvvenire' – Millor pel·lícula: I'm Not There de Todd Haynes
- Premi EIUC (En competició): It's a Free World... de Ken Loach
- Premi EIUC (Horizons): Jimmy Carter Man from Plains de Jonathan Demme
- Premi Fundació Mimmo Rotella: Nightwatching de Peter Greenaway